# Agents of Fortune
Agents of Fortune — четвёртый студийный альбом американской хард-рок-группы Blue Öyster Cult, выпущенный в 1976 году на лейбле Columbia Records.
Альбом стал платиновым и достиг 29-го места в Billboard Top LPs & Tape, а сингл «(Don’t Fear) The Reaper» поднялся на 12-е место в Billboard Hot 100.

## Список композиций
| №  | Название                                  | Автор(ы)                                  | Длительность |
| -- | ----------------------------------------- | ----------------------------------------- | ------------ |
| 1. | «This Ain’t the Summer of Love»           | Альберт Бушар, Мюррей Крюгман, Дон Вэллер | 2:21         |
| 2. | «True Confessions»                        | Аллен Ланьер                              | 2:57         |
| 3. | «(Don’t Fear) The Reaper»                 | Дональд Розер                             | 5:08         |
| 4. | «E.T.I. (Extra Terrestrial Intelligence)» | Дональд Розер, Сэнди Пёрлмен              | 3:43         |
| 5. | «The Revenge of Vera Gemini»              | Альберт Бушар, Патти Смит                 | 3:52         |

| №                   | Название            | Автор(ы)                  | Длительность |
| ------------------- | ------------------- | ------------------------- | ------------ |
| 6.                  | «Sinful Love»       | Альберт Бушар, Хелен Вилс | 3:29         |
| 7.                  | «Tattoo Vampire»    | Альберт Бушар, Хелен Вилс | 2:41         |
| 8.                  | «Morning Final»     | Джо Бушар                 | 4:30         |
| 9.                  | «Tenderloin»        | Аллен Ланьер              | 3:40         |
| 10.                 | «Debbie Denise»     | Альберт Бушар, Патти Смит | 4:13         |
| Общая длительность: | Общая длительность: | Общая длительность:       | 36:35        |

| №                   | Название                                       | Автор(ы)                                                       | Ведущий вокал       | Длительность |
| ------------------- | ---------------------------------------------- | -------------------------------------------------------------- | ------------------- | ------------ |
| 11.                 | «Fire of Unknown Origin» (оригинальная версия) | Эрик Блум, Альберт Бушар, Джо Бушар, Дональд Розер, Патти Смит | Альберт Бушар       | 3:30         |
| 12.                 | «Sally» (демоверсия)                           | Альберт Бушар                                                  | Альберт Бушар       | 2:40         |
| 13.                 | «(Don’t Fear) The Reaper» (демоверсия)         | Дональд Розер                                                  | Дональд Розер       | 6:20         |
| 14.                 | «Dance the Night Away» (демоверсия)            | Аллен Ланьер, Джим Кэрролл                                     | Аллен Ланьер        | 2:37         |
| Общая длительность: | Общая длительность:                            | Общая длительность:                                            | Общая длительность: | 15:07        |

## Участники
Blue Öyster Cult:
- Эрик Блум[англ.] — гитара, перкуссия, вокал
- Дональд «Бак Дхарма» Розер — гитара, синтезатор, перкуссия, вокал
- Аллен Ланьер — клавишные, гитара, бас, вокал
- Джо Бушар[англ.] — бас, пианино, вокал
- Альберт Бушар[англ.] — ударные, акустическая гитара, перкуссия, губная гармоника, вокал

Дополнительные музыканты:
- Патти Смит — вокал в «The Revenge of Vera Gemini»
- Рэнди Брекер[англ.] — валторны
- Майкл Брекер — валторны
- Дэвид Лукас[англ.] — вокал, клавишные, перкуссия

## Чарты
Альбом
| Год  | Чарт                          | Позиция |
| ---- | ----------------------------- | ------- |
| 1976 | Billboard 200 (North America) | 29      |
| 1976 | UK Albums Chart               | 26      |
| 1976 | RPM100 Albums (Canada)        | 28      |
| 1976 | Swedish Albums Chart          | 10      |

Синглы
| Год  | Название                | Чарт                              | Позиция |
| ---- | ----------------------- | --------------------------------- | ------- |
| 1976 | (Don't Fear) The Reaper | Billboard Hot 100 (North America) | 12      |
| 1976 | (Don't Fear) The Reaper | RPM Top 100 Singles (Canada)      | 7       |
| 1978 | (Don't Fear) The Reaper | UK Singles Chart                  | 16      |

## Сертификация
| Год  | Страна | Организация | Продажи              |
| 1977 | Канада | CRIA        | Золото (50,000+)     |
| 1978 | США    | RIAA        | Платина (1 000 000+) |